# Каетану Велозу
Каетану Емануел Виана Телис Велозу (на португалски: Caetano Emanuel Viana Teles Veloso, kaeˈtɐ̃nu emanuˈɛw viˈɐ̃nɐ ˈtɛlis veˈlozu) е бразилски певец, композитор, китарист, писател и общественик.

## Биография

### Детство
Каетану Велозу е роден на 7 август 1942 г. в Санту Амару, щата Баия, като петото от седемте деца в семейството на държавен чиновник. От дете се интересува от литература и кино, но постепенно се насочва главно към музиката. Силно влияние през неговите ранни години му оказват стилът боса нова и Жуау Жилберту, един от основните му представители. На 17 години се среща за пръв път лично с Жилберту, когото описва като своя „върховен учител“, преоткрил традициите на бразилската музика и проправил пътя към бъдещи иновации. Като младеж Велозу отива да живее в Салвадор, главното пристанище на Баия, където живее Жилберту и където е средището на афробразилската култура и музика.

### Кариера
В средата на 60-те години на XX век Каетану Велозу печели музикален конкурс в Салвадор и прави първите си записи. Не след дълго той става една от основните фигури в кръга музиканти, сред които и сестра му Мария Бетания, които създават културно движение „Тропикалия“.
Велозу проявява голяма обществена активност и е смятан за неблагонадежден от Военния режим, като през 1969 г. е арестуван, заедно със своя колега Жилберту Жил, след което двамата са принудени да напуснат страната.
След престой в Лондон Велозу се връща в Бразилия през 1972 г. До наши дни той остава популярен изпълнител и композитор, оказвайки силно влияние върху бразилската популярна музика.
Каетану Велозу е лауреат на девет награди Латински Грами и на две награди Грами, а през 2012 г. е обявен за личност на годината от Латинската звукозаписна академия.

### Личен живот
Има 4 деца от 2 разтрогнати брака; 2 с Андреа Гаделя и 2 с Пола Лавин.
През 2022 г. Велозу разкрива, че е бисексуален по време на предаване, посветено на неговата 80-а годишнина.